# Valle Waimea
El Valle Waimea (en inglés: Waimea Valley anteriormente conocido como Waimea Valley Audubon Center y también Waimea Arboretum and Botanical Garden) es un parque natural que incluye un arboreto y jardín botánico, siendo además un área de importancia histórico cultural de la Costa Norte de Oahu, Hawái. 
El valle, que es un lugar importante en la religión hawaiana, incluye varias estructuras históricas, albergando terrazas de piedra y muros construidos durante la época de la monarquía hawaiana. 
Gran parte de las plantas del jardín una vez se cultivaron, tal como el Taro, batata y plátanos, con nuevos cultivos de huertos introducidos por los europeos después de su llegada.

## Localización
Se ubica en una meseta elevada en la parte norte de la isla de Oahu. Con una temperatura fresca lo que lo hace ideal para cultivar plantas de climas tropicales que se desarrollan en alturas y precisan de una temperatura fresca.
El valle del jardín tiene aproximadamente 0,75 millas de longitud, con una pequeña cascada y piscina natural en el extremo superior del valle.
Waimea Walley, 59-864 Kamehameha Highway, Haleiwa, Honolulu county, Oahu, Hawái HI 96817 United States of America-Estados Unidos de América.
Planos y vistas satelitales.21°38′02″N 158°03′06″O / 21.63389, -158.05167
Se paga una tarifa de entrada.

## Historia
El jardín hasta el año 2003 estuvo administrado por el condado y la ciudad de Honolulu, siendo entonces trasladada la administración a la National Audubon Society. 
En el 2008, la administración fue transferida al "Hi'ipaka LLC", una sociedad sin ánimo de lucro creada por la "Office of Hawaiian Affairs". 

## Colecciones
El jardín contiene ahora unas 35 colecciones distintas, lo que representa unos 5.000 taxones procedentes de todo el mundo. Contiene una de las mejores colecciones de las plantas existentes en Polinesia, así como excelentes colecciones de plantas raras de Hawái y especies en peligro de extinción nativas de la Isla de Lord Howe, y jardines individuales dedicados a las plantas procedentes de Guam, Madagascar, Islas Mascareñas, islas de Ogasawara, y Seychelles.
Otras colecciones importantes incluyen el jardín de la evolución del hibiscus, Araceae, Bauhinia, Bromeliaceae, Heliconia, Liliaceae, así como bambús, begonias, helechos, frutas tropicales, etc

## Galería de imágenes

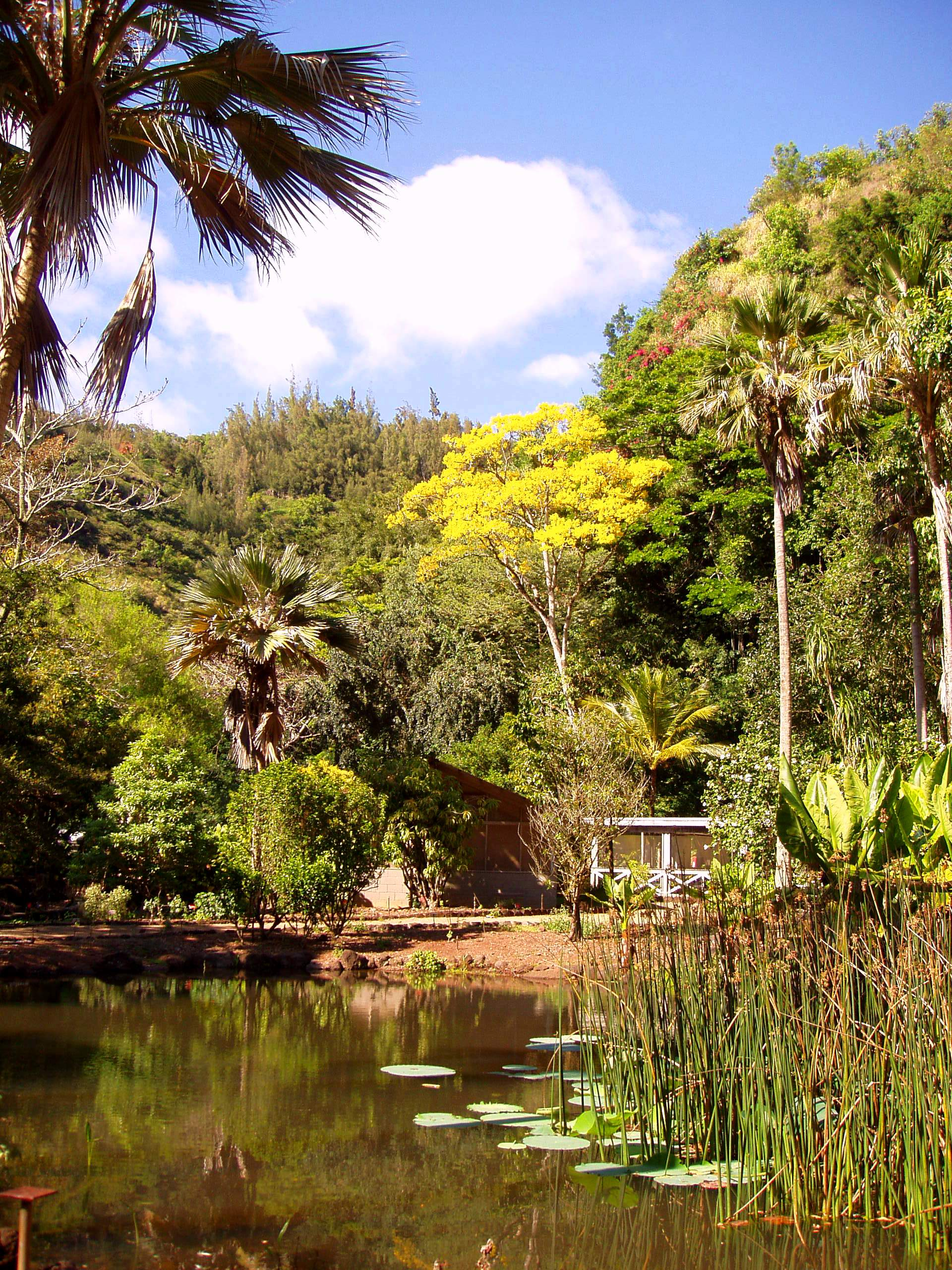
Parque histórico natural de "Waimea Valley"
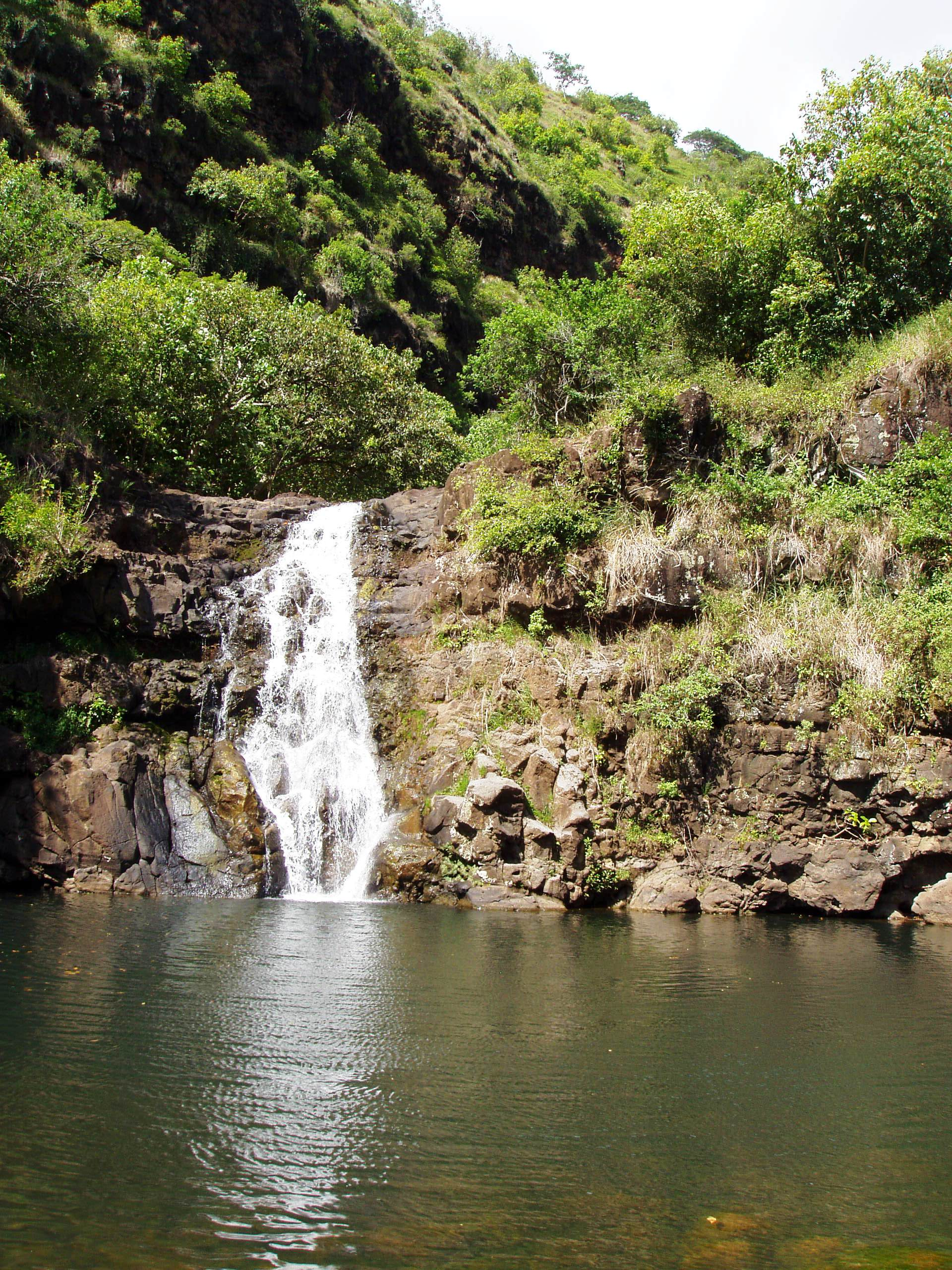
Cascada en el "Waimea Valley"
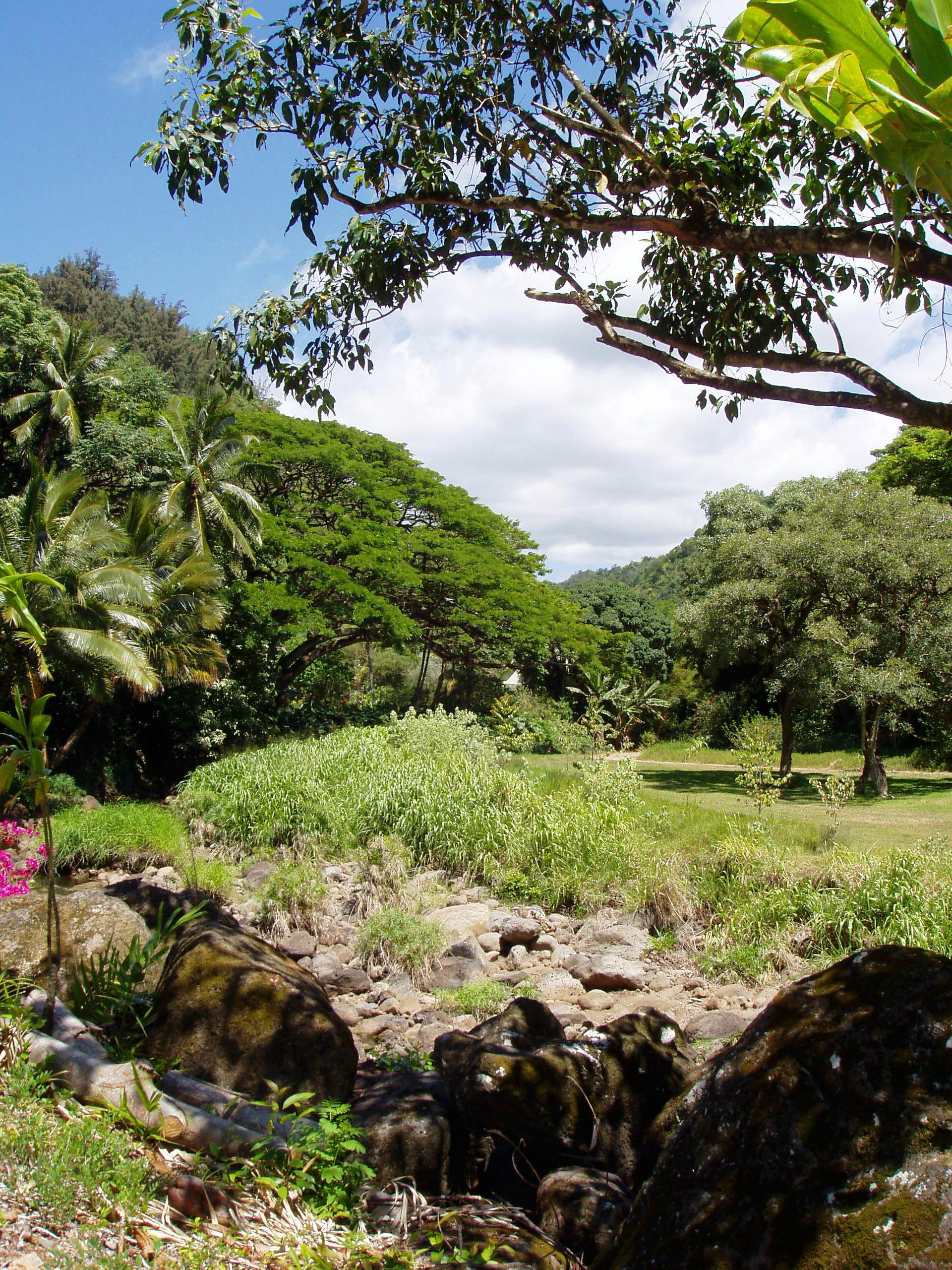
Vista del Waimea Valley historical nature park